# Rio Paraibuna (vattendrag i Brasilien, São Paulo)
Rio Paraibuna är ett vattendrag i Brasilien.   Det ligger i delstaten São Paulo, i den sydöstra delen av landet, 900 km söder om huvudstaden Brasília.
Omgivningarna runt Rio Paraibuna är huvudsakligen savann. Runt Rio Paraibuna är det ganska glesbefolkat, med 22 invånare per kvadratkilometer.